# أولافور ثورذارسون
أولافور ثورذارسون (22 أغسطس 1965 في آيسلندا - ) هو مدرب كرة قدم ولاعب كرة قدم أيسلندي في مركز الوسط. شارك مع منتخب آيسلندا لكرة القدم. أما مع النوادي، فقد لعب مع ابروتاباندلاج أكرانيس ونادي بران ونادي فيلكير ونادي لين.

## مسيرته الكروية
لعب أولافور ثورذارسون خلال مسيرته الاحترافية مع 4 أندية في عشرون موسمًا وسجل خلالها 42 هدفًا ضمن 286 مباراة. حيث فاز في ستة مواسم بالكأس وفي سبعة مواسم بالدوري.
خاض أولافور ثورذارسون مسيرته مع نادي ابروتاباندلاج أكرانيس في موسم 1983 في المرة الأولى واستمر معه طيلة ثلاثة مواسم ثم في موسم 1993 ليلعب معه ثمانية مواسم ثم في موسم 2000 واستمر معه طيلة ثلاثة مواسم، مشاركًا طوالها في 186 مباراة سجل خلالها 28 هدفًا. ثم انتقل إلى نادي بران في عامي 1989-1991 ولمدة موسمين، حيث شارك في 40 مباراة سجل خلالها 6 أهداف. لينتقل بعدها إلى نادي لين في عامي 1991-1993 ولمدة موسمين، مشاركًا في 28 مباراة سجل خلالها هدفين. ثم انتقل إلى نادي فيلكير في عامي 1998-2000 ولمدة موسمين، مشاركًا في 32 مباراة سجل خلالها 6 أهداف.

## وصلات خارجية
- أولافور ثورذارسون على موقع قاعدة بيانات كرة القدم.إي يو (الإنجليزية)
- أولافور ثورذارسون على موقع ناشيونال فوتبول تيمز (الإنجليزية)
- أولافور ثورذارسون على موقع عالم كرة القدم.نت (الإنجليزية)